# Ana del Rey
Anita del Rey, detta Ana (Alicante, 6 aprile 1985), è un'attrice, cantante, ballerina e modella spagnola, nota per aver interpretato il ruolo di Trinidad "Trini" Crespo nella soap Una vita (Acacias 38).

## Biografia
Ana del Rey è nata il 6 aprile 1985 ad Alicante, nella comunità di Valencia (Spagna), e oltre alla recitazione si occupa anche di canto, di danza e di teatro.

## Carriera
Ana del Rey nel 2003 ha fatto la sua prima apparizione come attrice nella serie Paso adelante (Un paso adelante). Nel 2009 ha recitato nella serie Bicho malo. Nello stesso anno ha recitato nella serie Arrayán. Nel 2010 e nel 2011 ha interpretato il ruolo di Olivia Gómez nella serie La pecera de Eva. Nel 2012 ha recitato nel cortometraggio Rotos diretto da Roberto Pérez Toledo. Nel 2013 ha ricoperto il ruolo di Pepa nella serie Il tempo del coraggio e dell'amore (El tiempo entre costuras). Nello stesso anno ha recitato nel film Fuera de foco diretto da Esteban Ciudad e José Manuel Montes.
Nel 2015 ha interpretato il ruolo di Luz nel film Fuera de foco diretto da Esteban Ciudad e José Manuel Montes e ha anche ricoperto il ruolo di Isa nella serie Ánima. Nello stesso ha recitato nei cortometraggi Sue diretto da Enrique Ellerker e in Executive diretto da Enrique Ellerker.
Dal 2015 al 2019 è stata scelta da TVE per interpretare il ruolo di Trinidad "Trini" Crespo nella soap opera in onda su La 1 Una vita (Acacias 38) e dove ha recitato insieme ad attori come Juanma Navas, Cristina Abad, Miguel Diosdado, Inés Aldea, Marc Parejo, Sara Miquel, Rebeca Alemañy e Álvaro Quintana. Nel 2016 ha ricoperto il ruolo di Vanesa nella serie Muñecas. Nello stesso anno ha interpretato il ruolo di Isa nel cortometraggio Anima diretto da Daniel Dou. Nel 2019 ha recitato nella serie Capítulo 0. L'anno successivo, nel 2020, ha ricoperto il ruolo di Wizo nella serie Por H o por B. Nello stesso anno ha recitato nel cortometraggio Sin Filtro diretto da Manuel Montejo. Nel 2022 ha preso parte al cast della serie Vecinos.

## Filmografia

### Cinema
- Afterparty, regia di Miguel Larraya (2013)
- Fuera de foco, regia di Esteban Ciudad e José Manuel Montes (2015)

### Televisione
- Paso adelante (Un paso adelante) – serie TV (2003)
- Bicho malo – serie TV (2009)
- Arrayán – serie TV (2009)
- La pecera de Eva – serie TV (2010-2011)
- Il tempo del coraggio e dell'amore (El tiempo entre costuras) – serie TV (2013)
- Ánima – serie TV (2015)
- Una vita (Acacias 38) – soap opera, 940 episodi (2015-2019)
- Muñecas – serie TV (2016)
- Capítulo 0 – serie TV (2019)
- Por H o por B – serie TV (2020)
- Vecinos – serie TV (2022)

### Cortometraggi
- Rotos, regia di Roberto Pérez Toledo (2012)
- Sue, regia di Enrique Ellerker (2015)
- Executive, regia di Enrique Ellerker (2015)
- El equipo invisible, regia di Guillermo Fernández Groizard (2015)
- Anima, regia di Daniel Dou (2016)
- Sin Filtro, regia di Manuel Montejo (2020)

## Teatro
- Hoy no me puedo levantar (2005-2011)
- A dos tumbas de distancia de ti, diretto da Nancho Novo (2012)
- Mucha mierda, diretto da Nancho Novo (2012)
- Los que besan bien (2013)
- Satánica, diretto da Benja de la Rosa (2013)
- Dime tu porque io, diretto da Luís Soravilla (2013)
- Quiero ser mayor, diretto da Ana Graciani (2013)
- Tu no Princesa, diretto da Chos Iglesias Olga Iglesias (2014)
- Elige tu proprio Bankero, diretto da Nacho López (2014)
- Una pareja cualquiera, diretto da Miguel Ángel Calvo Buttini
- La teoría del champiñon (2016-2019)
- Trío (2017-2018)

## Programmi televisivi
- Eurojunior (2004)
- Telepasión española (La 1, 2016)

## Doppiatrici italiane
Nelle versioni in italiano dei suoi film e delle sue serie TV, Ana del Rey è stata doppiata da:
- Jenny De Cesarei[13] in Una vita (episodi 1-670, 745-940)[14]
- Giulia Franzoso[15] in Una vita (episodi 671-744)[14]